# Родионов, Владимир Павлович
Родионов Владимир Павлович (1861—1912) — генерал-майор русской императорской армии, директор Псковского кадетского корпуса.

## Биография
Родился 9 (21) сентября 1861 года.
В 1878 году окончил Орловскую Бахтина военную гимназию и с 15 июля 1878 года состоял в военной службе. В 1881 году окончил Михайловское артиллерийское училище по 1-му разряду и подпоручиком 8 августа был выпущен в 16-ю артиллерийскую бригаду; с 12 ноября 1884 года — поручик. В 1886 году окончил Михайловскую артиллерийскую академию по 1-му разряду; с 28 июня 1886 — штабс-капитан. В 1891 году окончил Николаевскую академию Генерального штаба по 1-му разряду; с 22 мая 1891 года — капитан.
С 24 июня 1891 года — и.д. обер-офицера для поручений при штабе Виленского военного округа; с 26 ноября того же года — помощник старшего адъютанта штаба; с 7 марта 1895 — и.д. старшего адъютанта (утверждён в должности в том же году, 6 декабря).
В 1895—1896 годах преподавал тактику в Виленском пехотном юнкерском училище; с 6 декабря 1895 года — подполковник.
За отличие был произведён 6 декабря 1899 года в полковники; с 4 декабря 1899 по 8 апреля 1902 года был начальником штаба 6-й пехотной дивизии в Остроленке Ломжинской губернии; затем, до 16 апреля 1904 года — начальник штаба 41-й пехотной дивизии в Витебске.
С 16 апреля 1904 по 20 октября 1906 года — начальник Виленского пехотного юнкерского училища, а затем, до 16 декабря 1912 года — директор Псковского кадетского корпуса; с 31 мая 1907 года — генерал-майор (за отличие).
Умер 16 (29) декабря 1912 года.

## Награды
- орденом Св. Станислава 3-й ст. (1895)
- орден Св. Анны 3-й ст. (1898)
- орден Св. Станислава]] 2-й ст. (1904)
- орден Св. Анны 2-й ст. (1906)